# Múscul occipital
El múscul occipital (venter occipitalis musculi occipitofrontalis) per algunes fonts és un múscul diferenciat, però per altres forma part del múscul occipitofrontal conjuntament amb el múscul frontal; així és com apareix dins la Terminologia Anatomica. Cobreix una part del crani.
És un múscul en forma de quadrilàter que està situat a la part posterior del cap. S'insereix per sota de la línia occipital superior en l'apòfisi mastoide. Des d'aquest punt, el múscul es dirigeix cap amunt i endavant per inserir-se en la vora posterior de l'aponeurosi epicraneal. Està cobert per la pell i, a la vegada, les seves fibres cobreixen l'epicrani, del qual està separat per teixit cel·lular lax. La seva innervació va a càrrec de la branca auricular posterior del nervi facial. La seva funció és la de tensor de l'aponeurosi epicraneal; mou el cuir cabellut cap enrere. Està irrigat per l'artèria occipital.

## Imatges

Posició del múscul occipital (en vermell).
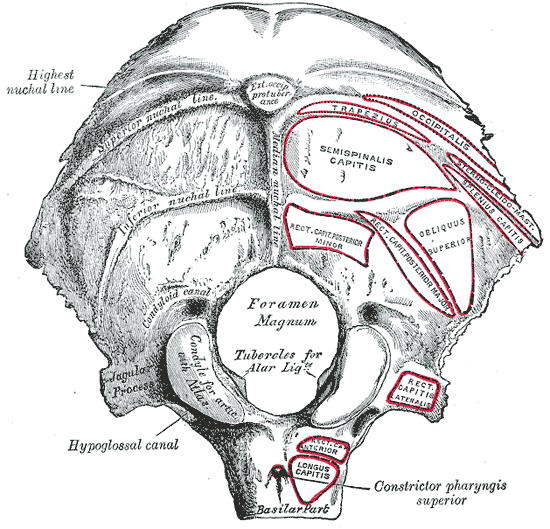
Os occipital. A la part superior dreta, el múscul occipital (en vermell).